# Leopold von Ranke
Leopold von Ranke (n. 21 decembrie 1795, Wiehe, Turingia, Sfântul Imperiu Roman – d. 23 mai 1886, Berlin, Imperiul German) a fost un istoric și istoriograf german.
Susținător al metodei moderne de studiu universitar, activitatea sa a exersat o puternică influență asupra istoriografiei occidentale.
A predat la Universitatea din Berlin între 1825 și 1871.